# Invisible Children
Invisible Children es una película documental que describe el uso de niños en la guerra entre el gobierno de Uganda y el Ejército de Resistencia del Señor (ERS). Durante este conflicto armado, el ERS raptó a muchos niños y los convirtió en soldados. Por los ataques del ERS, el gobierno desahució a miles de personas que fueron forzadas a refugiarse en campamentos pobres y poco higiénicos.  
El documental fue realizado por Jason Russell, Bobby Bailey y Laren Poole y a partir del mismo fundaron Invisible Children Inc. Desde 2003, han regresado a África y filmado otras películas documentales; la más reciente es "Invisible Children Final Cut."  Pero también tienen varios proyectos para ayudar a la gente de Uganda. Por ejemplo, hay una campaña para rescatar a los niños que son soldados en el ERS. Además, venden pulseras hechas en Uganda para crear empleos allí y recabar fondos para "Invisible Children's Visible Child Scholarship Program." Schools for Schools es una organización que une las estudiantes de Los Estados Unidos y las estudiantes de Uganda.